# Тарасиха (Архангельская область)
Тарасиха — деревня в Плесецком районе Архангельской области. Часть бывшего села Тарасово. Входит в состав муниципального образования Тарасовское сельское поселение.

## География
Деревня расположена к западу от озера Монастырское и деревни Монастырь (правобережье Пуксы), в 134 км юго-западнее Плесецка.

## История
Село Тарасово известно с XVI века.
Во время интервенции союзников в 1918 году, село Тарасово было захвачено войсками белых. В январе 1919 года красные выбили белых из села. Осенью 1919 года, после ухода интервентов, село ненадолго было захвачено войсками архангельского диктатора генерал-лейтенанта Миллера. В 1920 году Тарасиха вошла в состав Петровского сельсовета. В 1960 году деревня Тарасиха вошла в состав Тарасовского сельсовета. С 2006 года — в Тарасовском сельском поселении.
Летом 2005 года в селе отмечали 450-летие со дня основания.

## Население
По данным Всероссийской переписи населения 2010 года в деревне Тарасиха проживал 1 человек.

### Карты
- Тарасиха. Публичная кадастровая карта. Архивировано из оригинала 5 марта 2016 года.